# Flertydighed
Flertydighed er det fænomen, at et ord, symbol eller anden form for kommunikation kan forstås (tydes) på flere måder. Det kan både bruges abstrakt om fænomenet, og konkret om et flertydigt symbol: en flertydighed. Flertydighed udnyttes bevidst i litteratur (metaforer og allusioner) og humor (ordspil, bevidste misforståelser og dobbeltbundede bemærkninger). 

## I lingvistik
I lingvistikken kan flertydighed kategoriseres i form af homofoni og homografi, hvor to ord hhv lyder og staves ens, homonymi hvor de både staves og udtales ens, og polysemi, hvor de to betydninger er relaterede. 

## I humor
Inden for humoren er flertydighed et virkemiddel, hvor man udnytter konflikten eller spændingen mellem de to betydninger til at opnå en humoristisk effekt. I mange tilfælde vil den ene betydning være tabuiseret - fx seksuelt eller på anden måde uacceptabelt at tale om, hvorved der  opbygges en yderligere spænding mellem modtagerens forventning til acceptabel kommunikation og den ene af betydningerne. Afsenderen kan enten lægge vægten over i retning af den tabuiserede betydning, og derefter afsløre at det var den mere uskyldige der menes, eller omvendt lægge vægten på den uskyldige betydning, i forventning om at modtageren selv opfatter den anden. 

## På Wikipedia
På wikipedia betegner "flertydighed", at det samme opslagsord kan betegne flere fænomener - enten polyseme eller blot homografe. I disse tilfælde oprettes der ofte en flertydig-side, der beskriver de forskellige betydninger og linker til de artikler hvor de er beskrevet.